# Lo que tú Quieras Oír
Lo que tú Quieras Oír - (O que você quiser ouvir / O que tu quiseres ouvir) é uma curta-metragem espanhola realizada por Guillermo Zapata adicionado ao YouTube a 26 de março de 2006.
O vídeo é muito popular por ser o mais assistido no YouTube em língua não inglesa e o décimo mais visto de todos os tempos, com mais de 100 milhões de visualizações.
É sobre a história de "Sofia", que regressa a casa para encontrar uma mensagem de voz do seu marido, "Miguel", anunciando que a deixou. Inicialmente Sofia está deprimida, mas decide mudar a mensagem, de modo a que parece que Miguel diz que a ama e lhe pede perdão.
Em seguida, Sofia grava uma mensagem de voz, dizendo que não volta para Miguel.